# Georgios Pachyméres
Geórgios Pachymerés, řecky Γεώργιος Παχυμέρης (1242, Nikea (İznik) – asi 1310, Istanbul) byl byzantský historik, spisovatel, filozof a polyhistor ze 13. století narozený na území dnešního Turecka.
V Cařihradě (Istanbulu), po opětném dobytí města Řeky roku 1261, zastával vysoké státní a církevní úřady.
Psal spisy z oblasti rétoriky, didaktiky, filozofie, ale i básně. Za jeho nejdůležitější dílo však bývají považovány jeho Dějiny říše cařihradské, které sepsal v letech 1261–1308. Jde v podstatě o pokračování kroniky Jiřího Akropolita, které se věnuje hlavně období panování dvou císařů Paleologů, Michaela VIII. a Andronika II. a jejich sporům o vztah Byzance k západnímu křesťanství a papežství. Dílo je rozděleno do 13 knih.
Ottův slovník naučný toto dílo hodnotil slovy: "Vypravování je jasné, v krátkých kapitolách, co do obsahu spolehlivé, avšak s velmi malým počtem přesných údajův chronologických. Zprávy Pachymérovy jsou důležité i pro soudobé dějiny bulharské a srbské."